# TT264
TT264 (Theban Tomb 264) è la sigla che identifica una delle Tombe dei Nobili ubicate nell'area della cosiddetta Necropoli Tebana, sulla sponda occidentale del Nilo dinanzi alla città di Luxor, in Egitto. Destinata a sepolture di nobili e funzionari connessi alle case regnanti, specie del Nuovo Regno, l'area venne sfruttata, come necropoli, fin dall'Antico Regno e, successivamente, sino al periodo Saitico (con la XXVI dinastia) e Tolemaico.

## Titolare
TT264 era la tomba di:
| Titolare | Titolo                                                          | Necropoli | Dinastia/Periodo | Note |
| -------- | --------------------------------------------------------------- | --------- | ---------------- | ---- |
| Ipiy     | Supervisore al bestiame; Comandante del Signore delle Due Terre | El-Khokha | XIX dinastia;    |      |

## Biografia
Nessuna notizia biografica è ricavabile.

## La tomba
TT264, il cui interno è alquanto danneggiato, si sviluppa secondo la planimetria a "T" capovolta tipica delle sepolture del periodo. Un breve corridoio, sulle cui pareti (1 in planimetria) sono riportati i titoli del defunto, immette in una sala trasversale. Sulle pareti (2) scene di offertorio di giare e incensi a cura di un prete lettore che offre una torcia al defunto. Sul lato corto (3) resti di una stele: sulla trabeazione un pilastro Djed, di lato la rappresentazione del defunto. Su altra parete (4), su tre registri sovrapposti, brani del Libro delle Porte e (5) guardiani armati di coltello e (6) statue non identificabili. Una lunga sala perpendicolare alla precedente, immette in una sala più interna al cui fondo (7) si trovano le statue del defunto e della moglie.

### Annotazioni
1. ↑  La numerazione dei locali e delle pareti segue quella di Porter e Moss 1927, p. 334.
2. ↑  La prima numerazione delle tombe, dalla numero 1 alla 252, risale al 1913 con l'edizione del "Topographical Catalogue of the Private Tombs of Thebes" di Alan Gardiner e Arthur Weigall. Le tombe erano numerate in ordine di scoperta e non geografico; ugualmente in ordine cronologico di scoperta sono le tombe dalla 253 in poi.
3. ↑  I campi della Duat, ovvero l'aldilà egizio, si trovavano, secondo le credenze, proprio sulla riva occidentale del grande fiume.
4. ↑  Nella sua epoca di utilizzo, l'area era nota come "Quella di fronte al suo Signore" (con riferimento alla riva orientale, dove si trovavano le strutture dei Palazzi di residenza dei re e i templi dei principali dei) o, più semplicemente, "Occidente di Tebe".
5. ↑  le Tombe dei Nobili, benché raggruppate in un'unica area, sono di fatto distribuite su più necropoli distinte.
6. ↑  Le note di Gardiner e Weigall, tratte dal "Topographical Catalogue", ed. 1913, terminano con la tomba TT252
7. ↑  Era compito dei preti "lettori" l'organizzazione delle cerimonie e la recitazione ad alta voce, durante le cerimonie sacre, degli inni previsti. Proprio per tale conoscenza delle invocazioni giuste e corrette, i "lettori" venivano considerati detentori di poteri magici.

### Fonti
1. ↑  Gardiner e Weigall 1913.
2. ↑  Donadoni 1999,  p. 115.
3. ↑  Porter e Moss 1927,  p. 344.
4. 1 2 3  Porter e Moss 1927,  p. 345.